# Gombos Sándor
Gombos Sándor (Zombor, 1895. december 4. – Budapest, 1968. január 27.) olimpiai bajnok kardvívó, orvos.

## Pályafutása
1912-től a Magyar AC, 1925-től a Tisza István Vívó Club, majd 1929-től a Nemzeti Vívó Club kardvívója volt. Harmincegyszer szerepelt a magyar kardvívó válogatottban.
Iskolás korában ismerkedett meg a vívással. Az első világháborúban a fronton szolgált. 1921-ben szerzett orvosi oklevelet a budapesti egyetemen. Az 1924-es olimpiai csapatba nem került be.
Az 1928. évi nyári olimpiai játékokon a Garay János, Glykais Gyula, Gombos Sándor, Petschauer Attila, Rády József, Tersztyánszky Ödön összeállítású magyar csapat tagjaként olimpiai bajnoki címet szerzett.
Az aktív sportolástól 1932-ben vonult vissza. Orvosként praktizált. A második világháború után a Magyar Vívószövetség elnöke volt (1945–).
1997-ben a Zsidó Sporthírességek Csarnoka tagjává választották.

## Sporteredményei
- olimpiai bajnok (csapat: 1928)
- olimpiai ötödik helyezett (egyéni: 1928)
- négyszeres Európa-bajnok (egyéni: 1926, 1927 ; csapat: 1930, 1931)
- Európa-bajnoki 4. helyezett (egyéni: 1930)
- Európa-bajnoki 6. helyezett (egyéni: 1929)
- négyszeres magyar bajnok (egyéni: 1930 ; csapat: 1924, 1927, 1929)

## Díjai, elismerései
- A Magyar Köztársasági Érdemérem kiskeresztje (1947)[2]